# Maison Canonville
La maison Canonville, ou de Canonville, est une maison remarquable de l'île de La Réunion, département d'outre-mer français dans le sud-ouest de l'océan Indien. Située au 17 rue Auguste-Babet, dans le centre-ville de Saint-Pierre, elle est inscrite à l'inventaire supplémentaire des Monuments historiques depuis le 22 octobre 1998,.